# Saint-Lactencin
Saint-Lactencin – miejscowość i gmina we Francji, w Regionie Centralnym, w departamencie Indre.
Według danych na rok 2010 gminę zamieszkiwało 406 osób, a gęstość zaludnienia wynosiła 13 osób/km².